# Stráně nad Chomutovkou
Stráně nad Chomutovkou jsou přírodní památka jihovýchodně od obce Velemyšleves v okrese Louny. Oblast spravuje Agentura ochrany přírody a krajiny ČR.

## Charakteristika
Chráněné území o rozloze 7,4 ha je rozdělené do dvou samostatných lokalit: první lokalita se nachází na severním okraji vesnice Truzenice v katastrálním území Velemyšleves a druhá lokalita se nachází v katastrálním území Minice, asi 500 m jihovýchodně od stejnojmenné vesnice.
Důvodem ochrany je biotop úzkolistých suchých trávníků na jihozápadních stráních údolí Chomutovky. Cílem ochrany je omezení vývojových procesů v ekosystému formovaném přírodou i člověkem tak, aby byl udržen dobrý stav lokality. Obě části lokality mají podobný charakter xerotermních trávníků, které postupně zarůstají křovinami a náletovými dřevinami. Vyskytuje se zde hvězdnice zlatovlásek (Aster linosyris), sesel fenyklový (Seseli hippomarathrum), kozinec dánský (Astragalus danicus), jitrocel přímořský (Plantago maritima) nebo smilka tuhá (Nardus stricta).
Podloží lokality tvoří jezerní sedimenty, konkrétně písčité jíly miocenního uhlonosného souvrství. Půdu tvoří černozem luvická. Geomorfologicky území náleží do Krušnohorské soustavy, Podkrušnohorské oblasti, celku Mostecké pánve a podcelku Žatecké pánve.

## Galerie

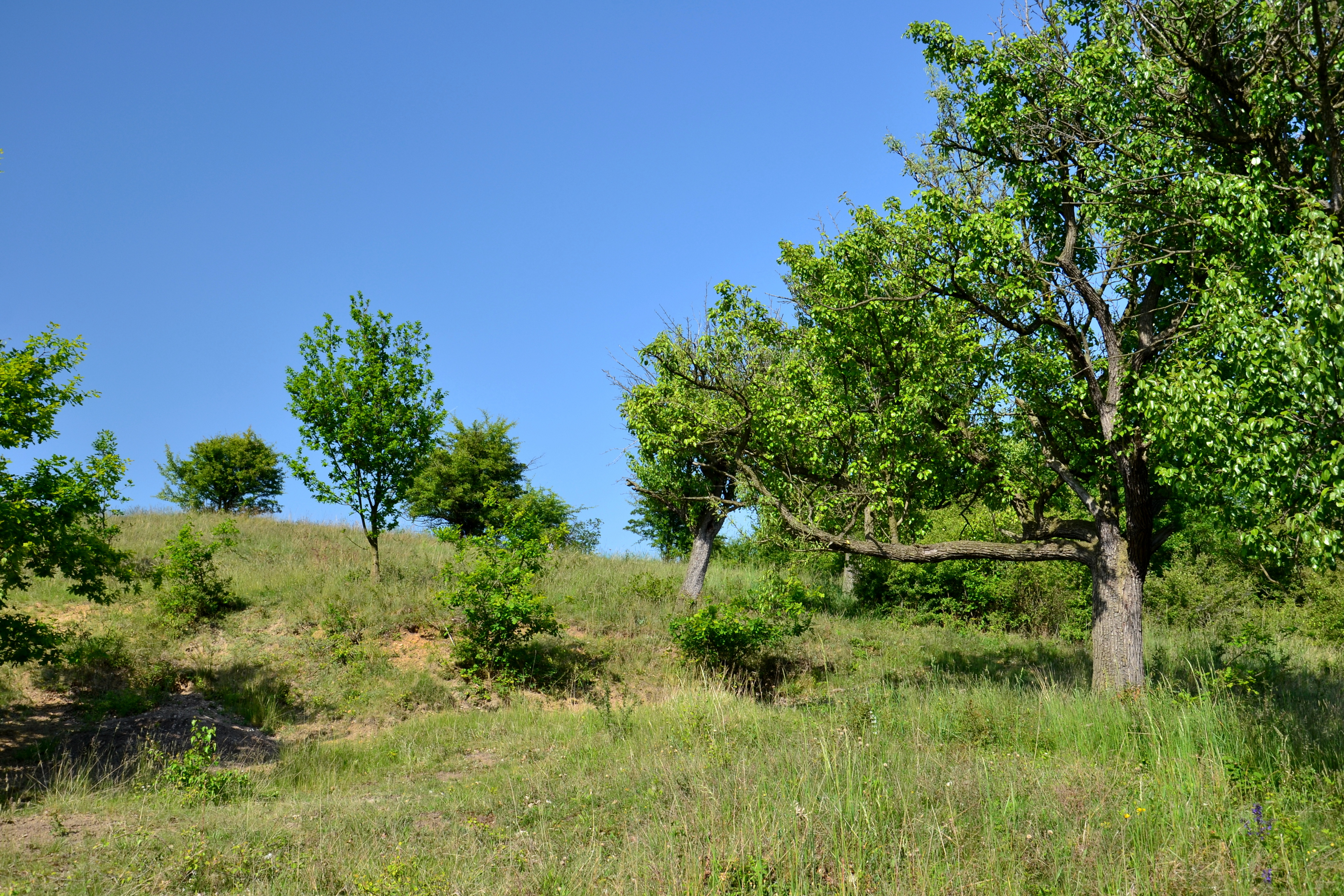
Xerofilní trávník nad Truzenicemi
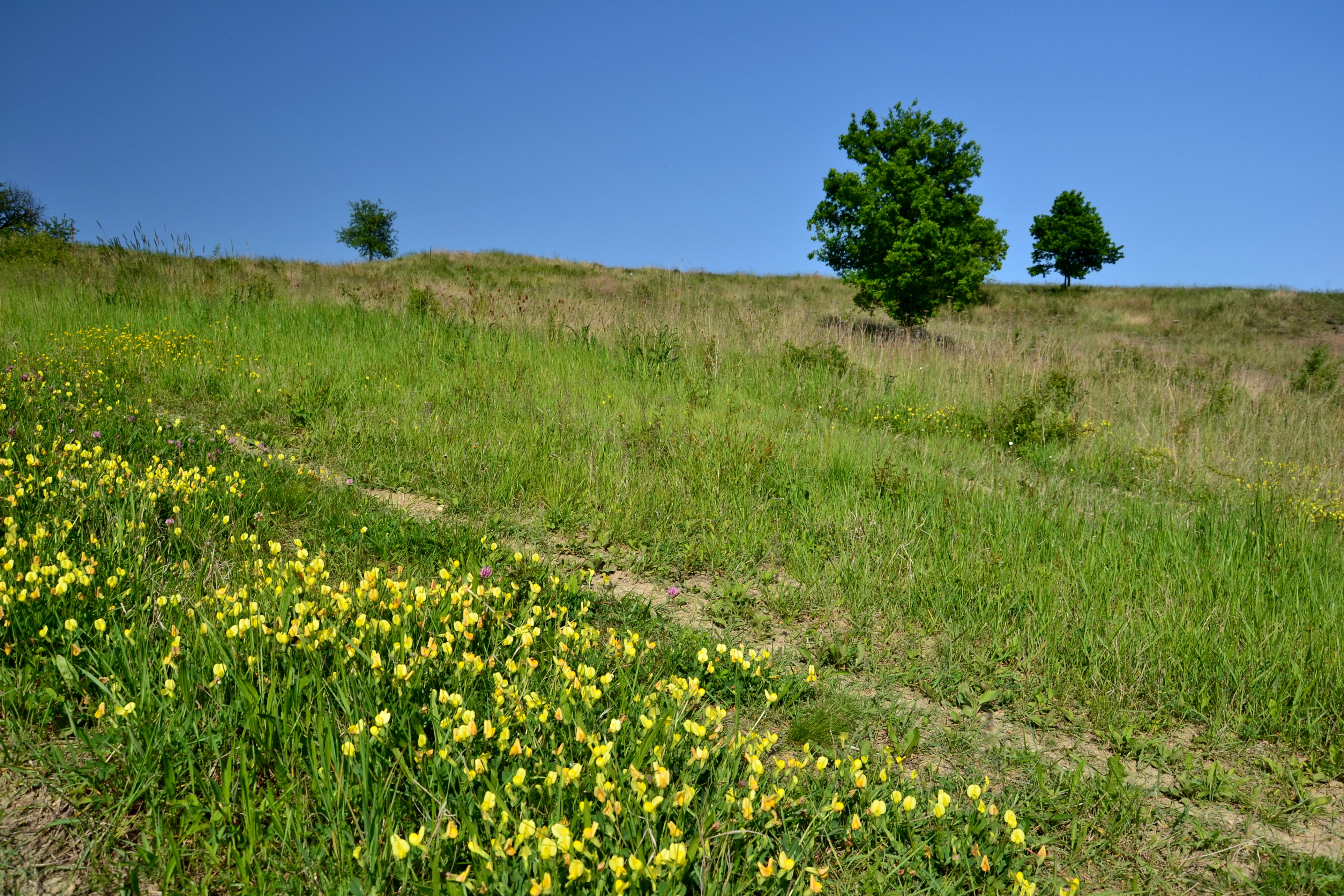
Část území jihovýchodně od Minic
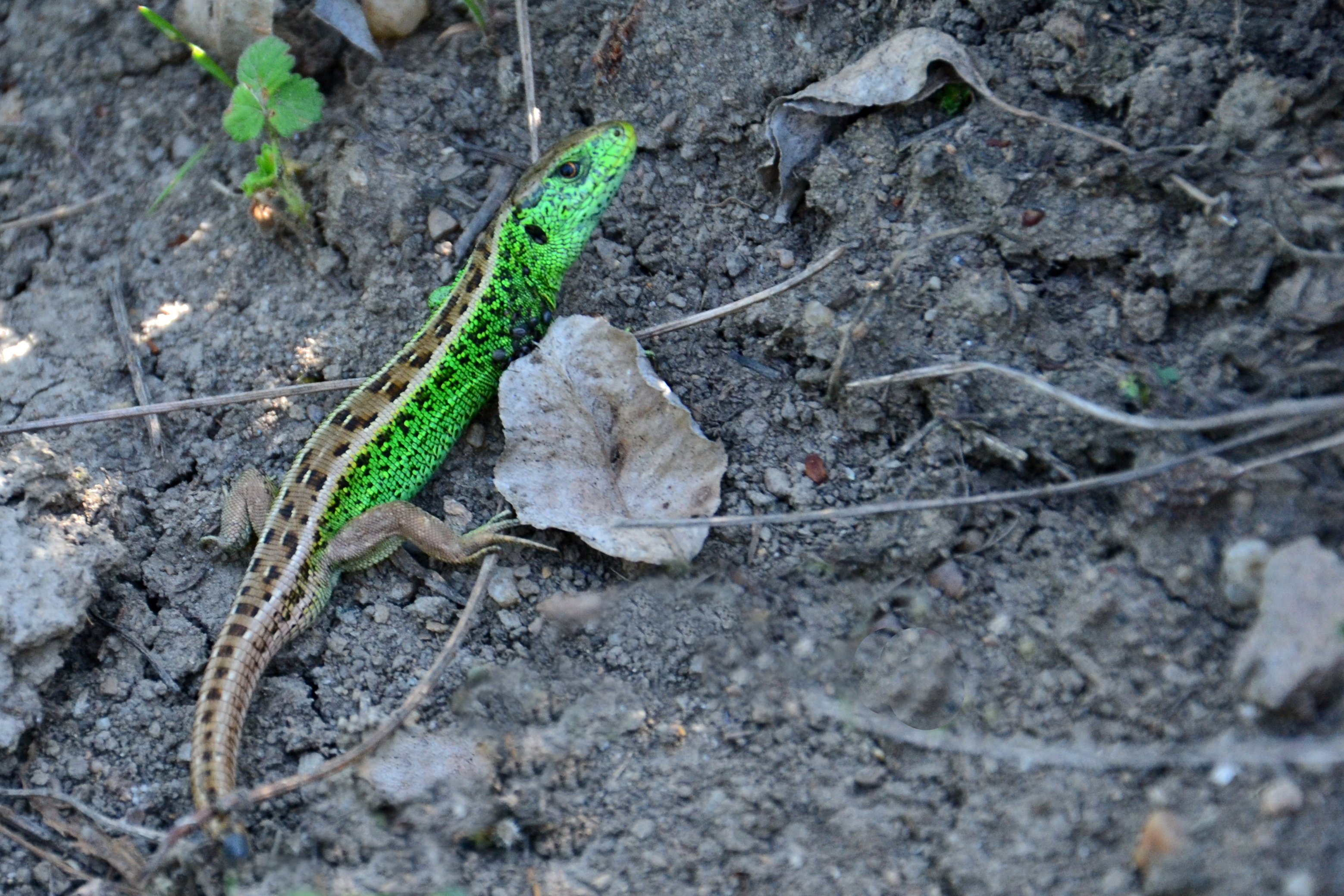
Ještěrka obecná
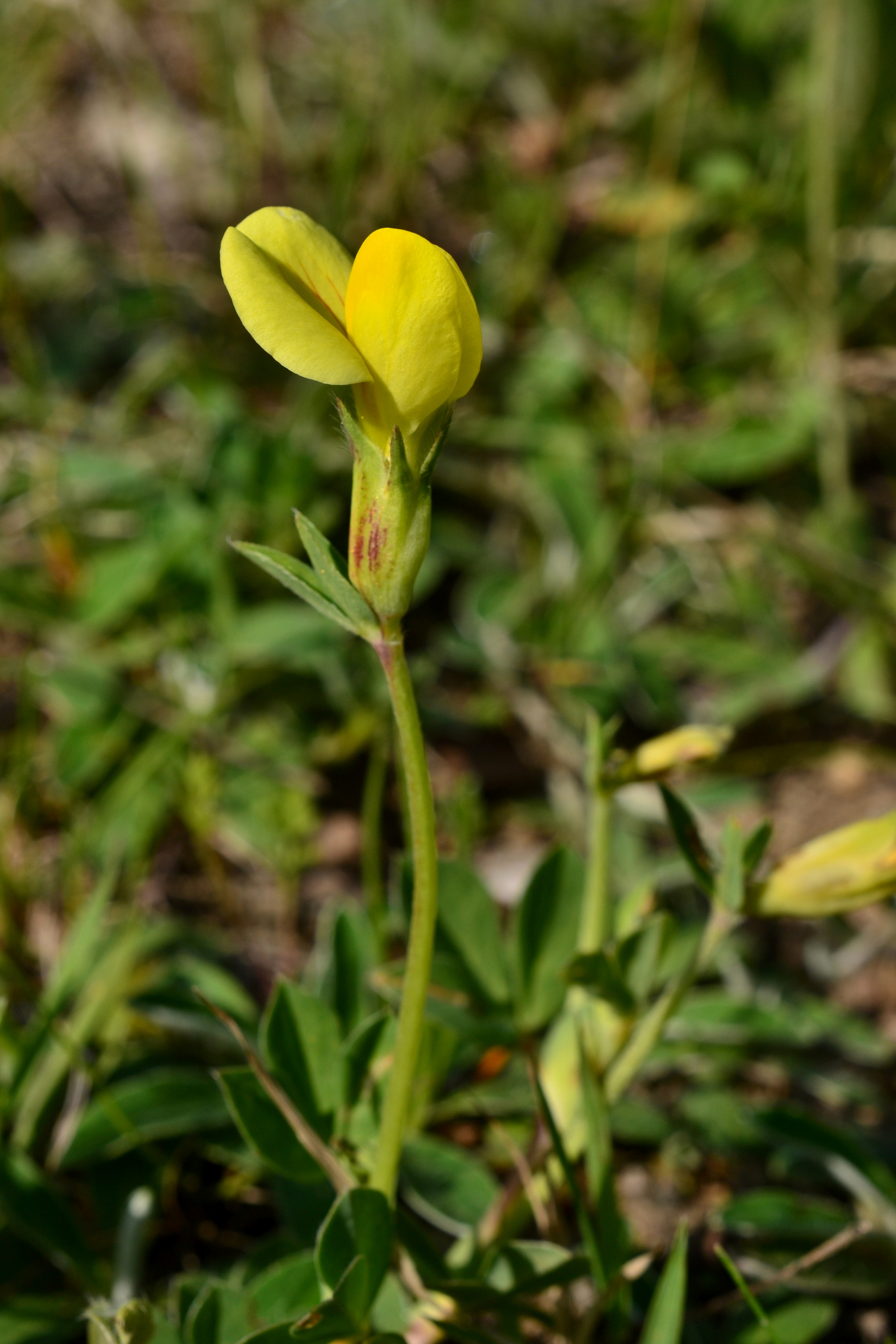
Ledenec přímořský